# 五龙镇 (上蔡县)
五龙镇， 原为五龙乡，是中华人民共和国河南省驻马店市上蔡县下辖的一个乡镇级行政单位。2015年1月，撤乡改镇。

## 行政区划
五龙镇下辖以下地区：
五龙集村、班闫庄村、孟楼村、高白玉村、展庄寨村、老李庄村、曾楼村、西李庄村和薄李村。